# Giulio Cesare Croce
Giulio Cesare Croce (San Giovanni in Persiceto, 1550 – Bologna, 17 gennaio 1609) è stato uno scrittore, cantastorie, commediografo ed enigmista italiano.
Figlio di fabbri e fabbro a sua volta, morto il padre, lo zio continuò a cercare di dargli una cultura. Non ebbe mai mecenati particolari, e lasciò gradualmente la professione di famiglia per fare il cantastorie. Acquisì fama raccontando le sue storie per corti, fiere, mercati e case patrizie. Si accompagnava con un violino. L'enorme sua produzione letteraria deriva da una autoproduzione delle stampe dei suoi spettacoli.
Ebbe due mogli e 14 figli e morì in povertà.

## La sua vita, le sue scelte
Gran parte delle sue notizie biografiche sono tratte dalla sua opera autobiografica "Descrittione della vita del Croce".
Praticamente non ebbe maestri e lo si può definire uno degli autodidatti di maggior successo della letteratura italiana. Non entrò mai a pieno titolo nei circuiti dei letterati dell'epoca per le scelte diverse che fece, anche se ebbe contatti documentati con Giovan Battista Marino e altri importanti letterati dell'epoca. Essere letterato al suo tempo significava fare vita di corte, avere dei mecenati o essere completamente autosufficienti.
Lui non fu mai un letterato in senso stretto e cercava maggiormente il suo pubblico fra le persone comuni. Pertanto la sua ispirazione e le sue motivazioni venivano dal basso, dal pubblico dei mercati dove a volte persone in grado di leggere compravano le sue opere, al contrario di molti suoi coevi che trovavano le ispirazioni nei desideri dei mecenati, il che rende le sue opere un'importante testimonianza della sensibilità delle classi più umili dell'età barocca.
In una letteratura che dal Medioevo era rimasta insensibile ed estranea ai problemi dei ceti meno abbienti, ma che anzi prendeva di mira la goffaggine e la rusticità del "popolo", Giulio Cesare Croce, con Bertoldo, mette in risalto l'astuzia e il buon senso del contadino nei confronti dei cortigiani, in una forma di compensazione e di rivalsa rispetto alle angherie che questi era storicamente condannato a subire.
Bisognerà giungere all'Ottocento perché il Romanticismo anti aristocratico e popolare ridia voce agli umili.

## Bertoldo
Riprese più volte temi popolari del passato, come la storia di Bertoldo che ebbe varie versioni nel Medioevo ambientando le vicende alla corte di re Alboino sia a Verona sia a Pavia. Nella sua versione scritta più organica (Le sottilissime astutie di Bertoldo, 1606), lui veronesizzò la storia e portò a Roveré il paese di provenienza di Bertoldo. La rese meno licenziosa e attenuò la forma di rivalsa popolare verso i potenti. Una forma scritta precedente come fonte fu il medievale Dialogus Salomonis et Marcolphi.
Al Bertoldo, lo stesso autore aggiunse un seguito, Le piacevoli et ridicolose simplicità di Bertoldino, 1608 (che trattava del figlio di Bertoldo, alle prese con la madre Marcolfa). Successivamente (1620), l'abate Adriano Banchieri elaborò un ulteriore seguito, Novella di Cacasenno, figliuolo del semplice Bertoldino. Da allora l'opera di Croce è spesso unita alla novella ed è pubblicata col titolo Bertoldo, Bertoldino e Cacasenno da cui furono liberamente tratti tre film, nel 1936, nel 1954 e nel 1984 (quest'ultimo diretto da Mario Monicelli).
In Bertoldo, egli confessò probabilmente le sue aspirazioni segrete: il rozzo villano è l'autodidatta, la presenza a corte è il colpo di fortuna con cui pensava di risolvere i suoi problemi e la libertà di pensiero e azione di Bertoldo a corte era il suo desiderio di avere il mecenate, come molti suoi coevi, senza pagare prezzi di riconoscenza.

## Libri e commedie
Lasciò più di 600 opere alternando lingua italiana a diversi dialetti, tra i quali il dialetto bolognese, il dialetto bergamasco e numerosi altri dialetti e lingue europee. È stato uno dei maggiori esponenti italiani della letteratura carnevalesca, filone importante della letteratura europea, identificata per la prima volta dal critico russo Michail Michajlovič Bachtin, caratterizzata dal collegamento stretto con la cultura rurale e in particolare col rito del carnevale, e che tra i suoi esponenti conta tra gli altri Luciano di Samosata, Rabelais, Miguel de Cervantes Saavedra e Dostoevskij. La sua produzione letteraria conta due romanzi (il Bertoldo e il Bertoldino), diverse commedie, e numerosissimi libretti brevi, in prosa e poesia, che coprono vari generi letterari della letteratura popolare, oggi caduti in disuso.

### Romanzi
- Le sottilissime astuzie di Bertoldo
- Le piacevoli e ridicolose simplicità di Bertoldino, figlio del già astuto Bertoldo

### Opere autobiografiche
- Descrizione della vita del Croce (autobiografia in versi)
- Burla fatta all'autore da un suo amico in luogo di colazione
- Capitolo a un amico finto del Croce
- Capitolo all'illustrissimo mentre il Croce era a Savona
- Capitolo mentr'il Croce era a Casa Nuova loco dell'Abruzzo
- Disgrazia memorabile del Croce
- Disgrazia d'una notte occorsa per seguitare una cortigiana
- Disgrazia memorabile intervenuta al Croce in villa
- Innamoramento di Giulio Cesare Croce
- Satira a Z.F.M.
- Sclamazione del Croce a un suo amico, dolendosi che non è prezzata la poesia
- Stanze in morte di Carlino mio figliolo
- Terzetti del Croce al Vecchi

### Elogi paradossali
- La barca de' ruinati che parte per Trabisonda
- Canzone di Madonna Ruvidazza
- Canzone nova e ridicolosa in lode de' sughi che s'usano di fare al tempo della vandemmia
- Descrizione della vita e statura del contraffatto Bragonico selvaggio
- Discorso piacevole in lode della corda
- Discorso piacevole sopra i debiti
- Due capitoli, uno in lode, l'altro in biasimo della prigione
- L'eccellenza e il trionfo del porco
- La sollecita e studiosa Accademia de' Golosi
- Grandezza della povertà
- La gravità e generosità del bue
- La nobiltà de' "coglioni" [sic] e difesa loro
- La nobiltà del Gobbino da Gubbio
- La nobiltà e trofei dell'asino

### Ritratti di personaggi del popolo e scene di vita popolare
- Alfabeto de' giocatori
- L'arte della forfanteria
- Astuzie delle vecchie malitiose
- Barzelletta piacevolissima sopra i fanciulli che vanno vendendo ventarole
- Barzelletta nuova sopra le puttanelle che vanno in maschera
- Barzelletta piacevole sopra la fiera che si fa in Bologna alli quindici d'agosto
- Barzelletta sopra la morte di Giacomo dal Gallo, famosissimo bandito
- Il battibecco ovvero cicalamento e chiacchiaramento che s'odono fare certe donnette mentre stanno a lavare i panni a Reno
- Bravata di Babino della Torre da Cavodivuol con Batolina vezzosa da Pian del Mugello
- Cantilena graziosa sopra il primo di' d'agosto
- Canzone in dialogo sopra una vecchia e una giovane che si pigliavano delle pulici una sera
- Canzone della Violina
- Canzoni delle lodi di madonna Tenerina
- Canzone di madonna Disdegnosa, sorella di madonna Tenerina
- Canzone sopra la porcellina che si tra' giù del Palazzo dell'illustre città di Bologna
- IL festino del Barba Bigo dalla valle
- La Filippa da Calcara la quale va cercando da far bucate
- I gran cridalesimi che si fanno in Bologna nelle pescarie tutta la Quaresima
- Lamento de' poveretti i quali stanno a pigione
- Lodi delle pulite e leggiadre caldirane
- La Mantina
- Nozze della Michelina del Vergato in Sandrello da Montebudello
- Orribile e stupenda baruffa fatta tra due vecchie per una gatta
- La Pidocchia ostinata
- La Rossa del Vergato, la quale cerca padrone in Bologna
- La scavezzaria della canova dal barba Plin da Luvolè
- La Simona dalla Sambuca
- Smergulament over piantuori che fa la Zà Tadia quando so fiol andò a la guerra

### Commedie
- La Farinella
- Il tesoro
- Sandrone astuto
- Banchetto de' malcibati (sulla carestia del 1590)
- La cantina fallita
- Cleopatra e Marcantonio
- Sotterranea confusione o vero tragedia sopra la morte di Sinam Bassa famoso capitano de' Turchi
- Tartufo, nuova commedia boschereccia
- Tragedia in Commedia fra i bocconi da grasso e quelli da magro

### Altre opere
- Abbattimento amoroso de gli animali terrestri ed aerei
- Abbattimento terribile e tremendo fatto fra il sì e il no
- Questione di varij lenguazi
- Sogno del Zani
- Dispute fra Cola et Arlechino
- La gran vittoria di Pedrolino contra il Dottor Gratiano Scatolone
- La canzone di Catarinon
- Conclusiones quinquaginta tres sustintà in Franculin dal macilent Signor Grazian Godga...
- Sbravate, razzate e arcibullate dell'arcibravo Smedolla uossi...
- Utrom del Dottore Graziano Partesana da Francolino
- Vanto ridicoloso del Trematerra
- Le ventisette mascherate piacevolissime (dedicate alla veneziana Berenice Gozzadina Gozadini)
- Vita, gesti e costumi di Gian Diluvio da Trippaldo
- X.Y.Z. Conclusiones mathematicae, medicinae, ars poeticae et musicae...

### Madrigali drammatici
- Mascherate piacevolissime (1604)
- La solenne e trionfale entrata dello sloffeggiatissimo e squaquaratissimo signor Carnevale in questa città (1618)

## Opere in digitale
Molta parte della produzione di Croce è presente nella Biblioteca dell'Archiginnasio di Bologna che nel 2006 lo ha resa disponibile online nella sua Biblioteca digitale; nel 2009 a questo materiale si è aggiunto quanto posseduto dalla Biblioteca universitaria di Bologna